# MARCH STORY
『MARCH STORY』（マーチ ストーリー）は、原作：金亨敏、作画：梁慶一による日本の漫画作品。『月刊サンデージェネックス』（小学館発行）にて連載していた。

## 概要
その身に忌むべき存在「イル」を宿し、イル狩人である「システ・ビハード」として、そして「男」として闘う少女の生涯が描かれている。

## あらすじ
18世紀のヨーロッパ、精緻に細工された品物に宿る忌むべき存在「イル」。主人公・マーチはイル狩人「システ・ビハード」として、今日も世界を駆け巡り闘う。

## 登場人物

### 主要人物
マーチ
主人公。イル狩人のシステ・ビハード。武器は自身の身に宿すイル「荊棘のイル」で、無尽蔵に鉄の荊棘を生み出し、対象に襲い掛かる「荊棘の蛭」や相手を拘束する「拘束の荊棘」、荊棘を巨大な鎌みたいな鉈にする「鎖鉈の荊棘」などの様々な攻撃する他、末期に陥なければイルに侵された人間を元に戻す「"イル"消滅術式」を使う事ができる。また、イルに触れる事で「イルの記憶=周りでおきた人々の想い」を観る事ができる。
実は女性で、恋をし、契りを交わすと恋人と一緒に死ぬ運命になるため、男として日常を送っている。ローディンに淡い想いを抱いているが、それ故にローディンへの想いを胸に秘めている。
荊棘のイル
マーチの身に宿るイルで「真の死魂」。元々は拷問用の鉄製の荊棘の針で、製作者はイルに取り憑かれた女領主に強制的に製作され、非業の最期を遂げたマーチの両親。拷問死した人々の悲鳴と血にうんざりし、マーチの「叫び」に呼応する形で契約をした。圧倒的な力でイルを狩り、捕食する反面、人間は一切襲わない事にしている。
ジェークとの闘いに敗れ、ジェークとの取引で自らの意志を眠りに就かせる代わりに能力をマーチに使わせる事を約束した。しかし取引の条件として魂を心臓に突き刺し、マーチが恋をし、契りを交わすと目覚めて2人を殺すと予告した。時折マーチの夢の中に現れる。
ジェーク
巨漢な女性で普段からピエロみたいなメイクをしている。占い師をしている傍らシステ・ビハードの元締めもしている。現在は隠居しているがシステ・ビハードの実力としても本物で、巨漢からは想像できない俊敏な動きと、巨大なハンマー・「破滅のハンマー」を軽々と振り回し、圧倒的な戦闘力でイルを狩り、過去において覚醒した「荊棘のイル」を圧倒するほど。
幼い頃のマーチを助け、「秘密」を知る唯一の存在で、長年探していたガラス工芸家の恋人を失った過去があり、同じ女性としてマーチの良き理解者。普段はヤギ「銀色の矢」に馬車を引かせて移動している(同乗する者はジェークの巨体で押しつぶされる)。
ローディン
有名な骨董品屋の店主で丹精な容姿をしている青年。システ・ビハードの仲介人的存在で、ジェークとは長い付き合い。そしてイルの取り除かれた骨董品は彼の管理の下に集められ、そして売買される。お金に関しては多少がめつい所があるが常識家。マーチの事も、女という事は知らないが心境を理解している。
ベルマ
システ・ビハードの一人で、普段はイタリアン・レストランのシェフをしている。筋骨隆々な肉体をしており(本人も「ストロング・ボディ」と自慢している)、豪快な性格。巨大なヴァジュラ型の武器で闘い、イルに支配された人間が強く想うモノを魅せて幻覚に溺れさせる案山子・「帳の案山子」で罠に嵌める(イルを宿しているマーチも対象となる危険性がある)。マーチの事を「女性みたいに可憐で美しい」と一目で気に入り(実際マーチは女性だが)、何かと気にかけている。

### その他
ラズベリー
マーチの姉で故人。鍛冶職人の村・カヌス村で有名な針職人で、イルに取り憑かれた女領主・ジャンジャギに拷問器具を製作させられたが、前々からジャンジャギに目を付けられていて、魔女裁判という名目で村人共々連れて行かれ、拷問死し、顔の皮を剥がされた(そのジャンジャギも覚醒した荊棘のイルにより生きたまま捕食された)。時々マーチの夢や回想シーンに現れる。
ロレンス
ジェーク達の住む地方で五本の指に入る大貴族・ヘナ家の一人息子。優男風で細い容姿をしているが人を見る眼は確かで、ジェークに片思いしている。何かとジェークがよく通うローディンの骨董屋に訪れるが、その度にローディンに高いモノをふっかけられたりベルマに体を鍛えさせられたりしている。

## 用語
イル
精緻に加工された細工品に宿る魂の一種で、それを手にした者は頭に二本の角が生え、イルに支配され、殺人や破壊衝動に駆られる。細工品の周りでおこる人々の「思い」で魂が形成され、「妬み」や「憎悪」で形成される魂は殺人や破壊衝動に駆られるが、極稀にマーチの「荊棘のイル」のように共生するイルもいれば、「恋慕」や「想い」で形成されたイルはその手助けを、「悲劇」や「懇願」で形成された魂は復讐の助勢をするケースがある。角が真っ黒になった場合は元の人間に戻せず抹殺するしか方法がないが、それ以外の場合はマーチの「"イル"消滅術式」のみ元に戻せる。
システ・ビハード
イルを狩る「イル狩人」という意味で、現在の元締めはジェークで仲介人はローディン。主に世界各地からの依頼をローディンが引き受け(ジェークが直に依頼を引き受ける時もある)、ジェークの指示の元でシステ・ビハード達が世界各地へ赴きイルを狩る。イルを探知する事ができる特殊な鈴でイルの居場所をつきとめる事ができる。